# Gazanfer Aydın
Gazanfer Aydın (* 23. August 1988 in Sakarya) ist ein türkischer Fußballspieler.

## Karriere
Aydın begann 2001 hier in der Jugend von Sakarya Demirspor mit dem Vereinsfußball und wechselte 2006 in die Jugend von Sakaryaspor. Hier erhielt er im Februar 2007 einen Profivertrag und gab am letzten Spieltag der Saison 2006/07 sein Debüt. Die nachfolgende Spielzeit befand sich Aydın zwar im Kader, kam allerdings nur zu sporadischen Einsätzen. Für die Saison 2009/10 wurde er an den Viertligisten Bafra Belediyespor ausgeliehen und absolvierte hier bis zur Winterpause 15 Ligaspiele. Anschließend kehrte er zu Sakaryaspor zurück. Bei diesem Verein kam er erneut über die Reservistenrolle nicht hinaus. Sein Verein beendete die Drittligasaison 2010/11 als Playoff-Sieger und stieg damit in die TFF 1. Lig auf. In dieser Liga eroberte sich Aydın über lange Phasen einen Stammplatz und absolvierte bis zum Saisonende 24 Ligaspiele. Da sein Verein den Klassenerhalt verfehlte, ging er mit seinem Klub wieder in TFF 2. Lig und spielte hier eine weitere Saison für Sakaryaspor.
Zur Saison 2013/14 wechselte er zum Drittligisten Giresunspor. Mit diesem Klub beendete er die Saison als Meister der TFF 2. Lig und stieg in die TFF 1. Lig auf.
Im Sommer 2014 wechselte er zum Viertligisten Kahramanmaraş Büyükşehir Belediyespor.

## Erfolge
Mit Sakaryaspor
- Playoff-Sieger der TFF 2. Lig und Aufstieg in die TFF 1. Lig: 2010/11

Mit Giresunspor
- Meister der TFF 2. Lig und Aufstieg in die TFF 1. Lig: 2013/14